# Juliette Gréco

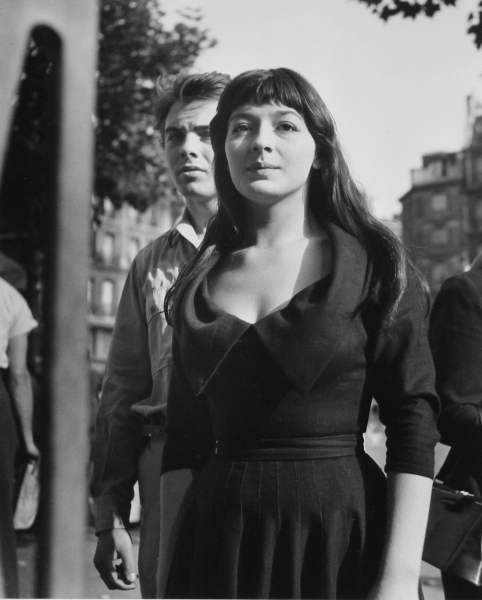
Juliette Gréco, hinter ihr Erskine Caldwell, Foto: Emmy Andriesse, 1948

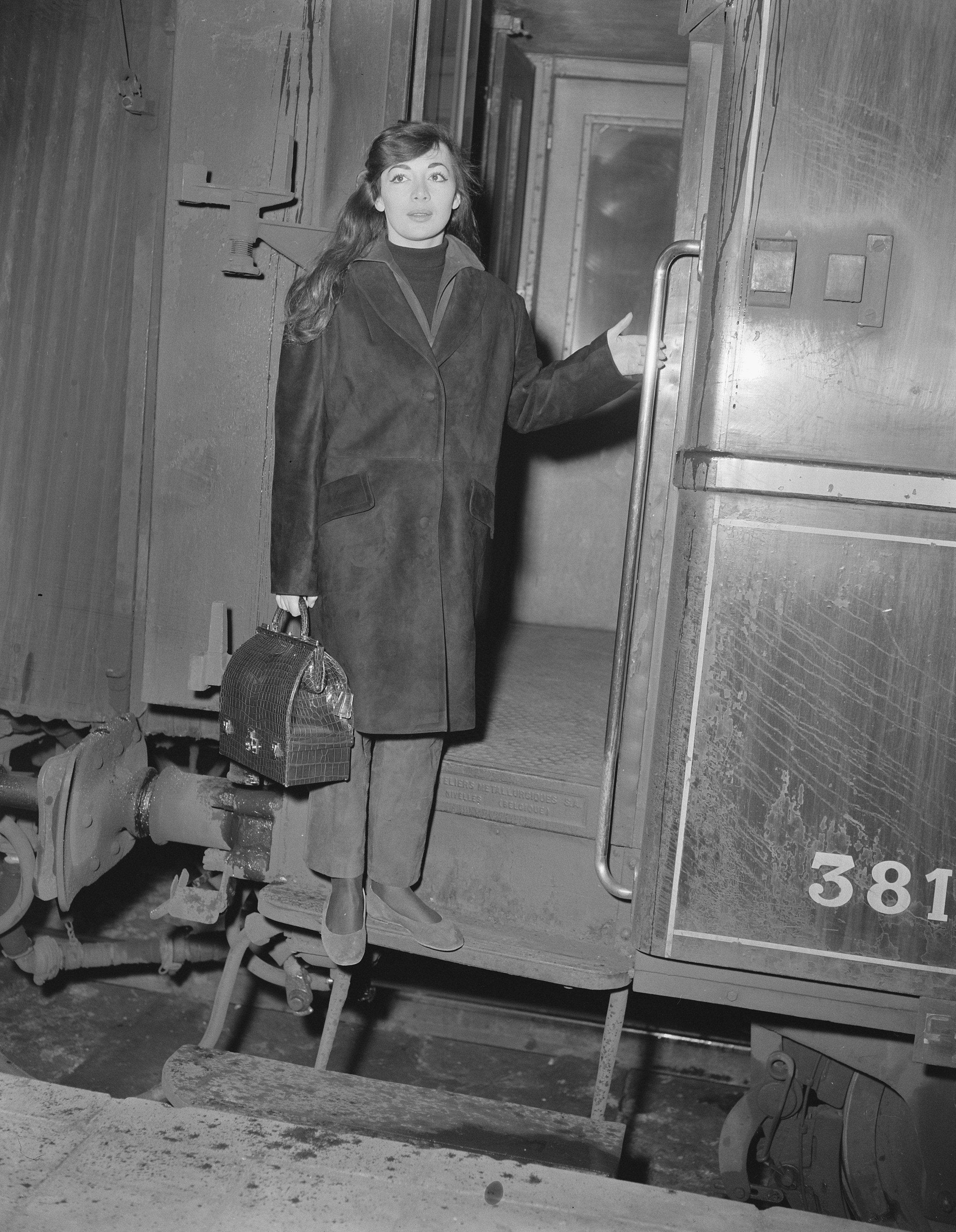
Juliette Gréco (1956)

Juliette Gréco (* 7. Februar 1927 in Montpellier; † 23. September 2020 in Ramatuelle) war eine französische Chansonsängerin und Schauspielerin. Sie wurde als „grande dame de la chanson“ bezeichnet und galt als Muse der französischen Existentialisten.

## Leben
Über ihre Mutter, die während des Zweiten Weltkriegs in der französischen Résistance aktiv war, berichtete Gréco: „Meine Mutter war niemals eine richtige Mutter zu mir. Sie war ihr ganzes Leben lang Soldat. An ihrer Brust hingen unzählige Auszeichnungen und Medaillen der französischen Widerstandskämpfer … sie war eine Frau, die man achten mußte, aber nicht lieben konnte. Ich habe niemals eine richtige Familie gehabt.“ Ihr Vater war ein korsischstämmiger Polizist. Bevor sie nach Paris zog, lebte sie einige Zeit bei ihrer Großmutter in Bordeaux.
Ihren ersten öffentlichen Auftritt hatte Gréco 1937 im Alter von zehn Jahren auf einem schulinternen Talentwettbewerb. Sie wurde 1943 mit ihrer Mutter und ihrer älteren Schwester von der Gestapo verhaftet und zuerst in ein Lager, dann in das Gefängnis Fresnes gebracht, woraus man sie nach drei Wochen wieder entließ. Ihre Mutter und ihre Schwester überlebten das KZ Ravensbrück. Grécos Verhältnis zu Deutschland blieb distanziert. 1959 trat sie erstmals in der Bundesrepublik auf. In einem Interview mit dem Fernsehsender Arte bekannte sie 2012, junge deutsche Journalisten hätten sie damals gefragt, ob sie keinen Hass gegen die Deutschen hege, darauf habe sie geantwortet: „Nein, warum sollte ich Sie hassen, Ihre Väter vielleicht, aber nicht Sie.“ Dennoch habe sie bei ihren ersten Auftritten in Deutschland Tränen in den Augen gehabt, da sie an das abgezehrte Gesicht habe denken müssen, das ihre Mutter und ihre Schwester bei der Rückkehr aus dem Konzentrationslager gehabt hätten.
Nach dem Krieg blieb Gréco in Paris. Sie hielt sich mit kleineren Gesangseinlagen über Wasser und zählte bald zur Bohème. In dieser Zeit kam sie mit kommunistischem Gedankengut in Berührung. 1946 eröffnete sie im Pariser Studenten- und Künstlerviertel Saint-Germain des Prés die Kellerdiskothek „Tabou“, die zu einem Treffpunkt der Existenzialisten wurde. Boris Vian spielte hier Trompete; zu ihren Stammgästen zählten Jean-Paul Sartre, Orson Welles und Marlene Dietrich. Im Kellerlokal wurde sie vom Philosophen Sartre entdeckt und gefördert: Eines Nachts, nach einer Theatervorstellung, stieg sie im Tabou auf einen Tisch und sang den Künstlern und Literaten Chansons vor. Tags darauf bestellte Sartre sie in seine Wohnung und gestand ihr, er sei davon überzeugt, dass sie bald eine der großen Chansonsängerinnen sein werde. Juliette Gréco durfte sich zwei Sartre-Gedichte aussuchen, die der Dichter dann vom Komponisten Joseph Kosma vertonen ließ. Wenig später, im Juni 1949, sang sie Sartres Chansons und vier weitere von ihm ausgesuchte Texte im Existentialistenlokal „La rose rouge“.

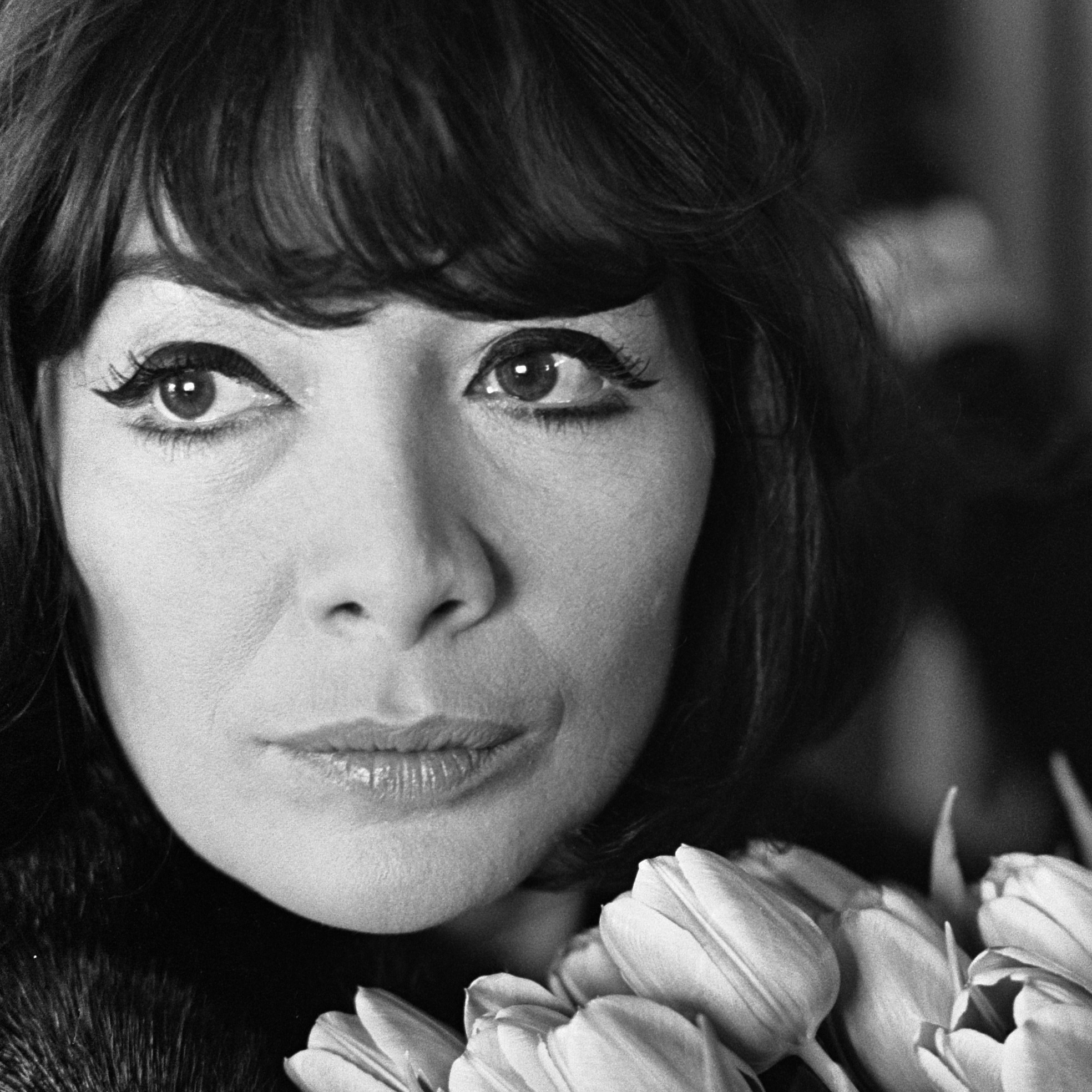
Juliette Gréco, 1966,
Foto: Ron Kroon

Ihre Chansons, darunter Si tu t’imagines und L’Éternel féminin, wurden Ende der 1940er Jahre zu Hits. Schriftsteller wie Sartre, Françoise Sagan, Jacques Prévert, François Mauriac und Albert Camus schrieben für sie Texte. Zugleich wurde Gréco als Schauspielerin bekannt. Sie nahm verschiedene Rollen am Theater an und betätigte sich in einer Poesiesendung des französischen Hörfunks. Mit der Revue April in Paris ging sie 1952 auf Tournee in die Vereinigten Staaten und nach Brasilien. Ihre Anhänger feierten sie als „Königin der Existenzialisten“ und „Muse von Saint-Germain-des-Prés“.

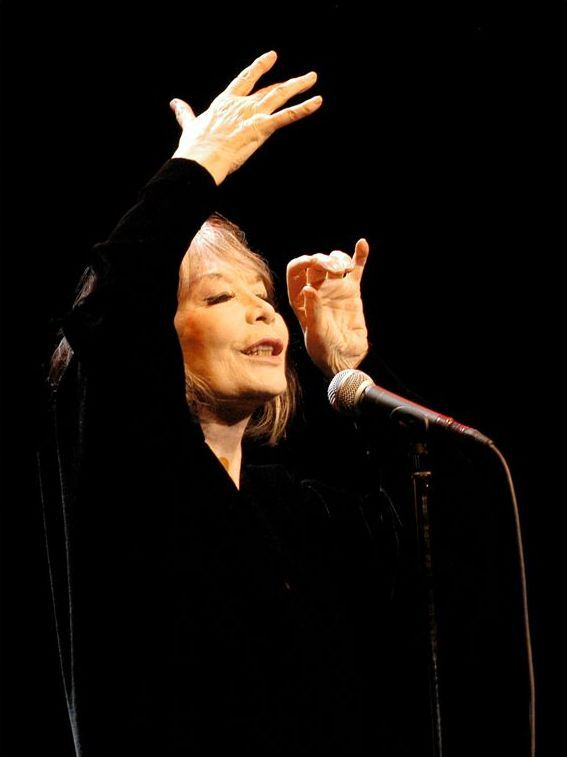
Juliette Gréco, 2006

Ab 1948 erhielt sie kleinere Filmrollen, 1953 die erste Hauptrolle in Jean-Pierre Melvilles Film noir Und keine blieb verschont. 1957 holte Darryl F. Zanuck sie für die Hemingway-Verfilmung Zwischen Madrid und Paris mit Tyrone Power, Ava Gardner, Mel Ferrer und Errol Flynn nach Hollywood. Weitere größere Rollen in von Zanuck produzierten Filmen folgten (1958 Die Wurzeln des Himmels unter der Regie von John Huston, 1960 Drama im Spiegel mit Orson Welles unter der Regie von Richard Fleischer, 1961 Das große Wagnis mit Stephen Boyd), ebenso Rollen in europäischen Filmproduktionen. 1965 spielte Gréco eine Hauptrolle in dem vor allem in Frankreich, aber auch in Deutschland erfolgreichen Fernsehmehrteiler Belphégor oder das Geheimnis des Louvre; in der Neuverfilmung des zu Grunde liegenden Romans von Arthur Bernède, Belphégor (mit Sophie Marceau), hatte sie 2001 einen Cameo-Auftritt, nachdem sie seit 1975 nicht mehr schauspielerisch tätig gewesen war.
Gréco entdeckte und förderte neue Talente für das französische Chanson, so etwa Serge Gainsbourg und Leo Ferré. 1982 erschien ihre Autobiografie mit ihrem von Juliette abgeleiteten Kosenamen „Jujube“ als Titel.
Trotz ihrer Erfolge erreichte Gréco nicht die Popularität einer Édith Piaf. Diese war volkstümlich, sang mit Pathos und voller Lebenskraft. Grécos Lieder hingegen wurden meist in leisem Ton mit wohlkalkulierter Gestik vorgetragen, im kunstvollen Stil einer Diseuse, sie galten als intellektuell und waren zuweilen auch politisch. Grécos Zielgruppe war somit von vornherein eine andere und kleiner.
Im deutschsprachigen Raum trat Gréco zuletzt vereinzelt mit ihrem letzten Ehemann, dem Pianisten Gérard Jouannest, auf, so im November 2007 in Berlin (Admiralspalast) und München (Prinzregententheater), im Juni/Juli 2010 in Pirmasens (Festhalle) und im Rahmen des Jazzfests in Wien (Staatsoper). Am 5. Februar 2012 wurde anlässlich ihres 85. Geburtstags ein Interview vom Fernsehsender Arte ausgestrahlt, gefolgt von Aufnahmen eines Auftritts im Pariser Olympia von 2004. Im April 2012 trat sie im Theaterhaus Stuttgart vor ausverkauftem Haus auf.

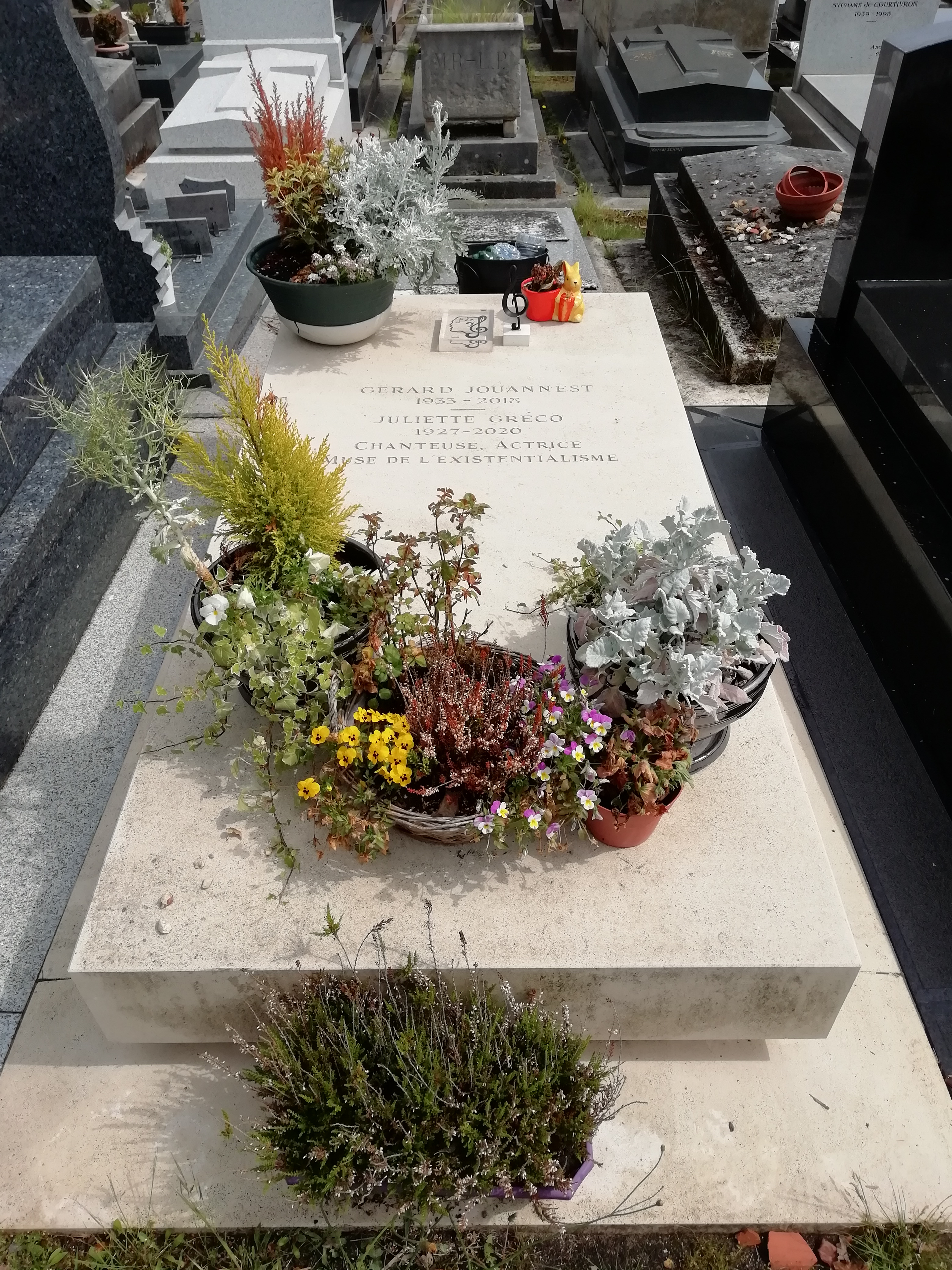
Grab von Gérard Jouannest und Juliette Gréco auf dem Cimetière Montparnasse

Gréco war dreimal verheiratet. Aus ihrer ersten Ehe (1953 bis 1956) mit dem Schauspieler Philippe Lemaire ging eine Tochter, Laurence Marie, hervor, die 2016 starb. Von 1966 bis 1977 war Gréco mit dem Schauspieler Michel Piccoli verheiratet. 1989 heiratete sie Gérard Jouannest, der für sie zahlreiche Chansons komponierte und sie bei ihren Bühnenauftritten am Klavier begleitete. In einem Interview mit der Wochenzeitung Die Zeit bekannte sie, dass sie auch sexuelle Kontakte zu Frauen hatte. Diesbezüglich sagte sie: „Ich wollte schließlich nicht als Idiotin sterben … Warum sollte man nicht die gleiche sinnliche und intellektuelle Liebe für eine Frau empfinden können wie für einen Mann? Seit der Antike, seit dem Bestehen der Welt liebten die Frauen Frauen. Also, wo ist das Problem?“
Gréco erlitt 1989 einen Schlaganfall und zog sich zeitweise von der Bühne zurück. Bei einem Auftritt in Montpellier im Mai 2001 erlitt sie einen leichten Herzinfarkt. Mit Gérard Jouannest lebte sie auf einem Bauernhof nahe Paris. Ein Konzert, das Gréco im Rahmen ihrer Abschiedstournee im Januar 2017 in der Zürcher Oper geben wollte, wurde aus gesundheitlichen Gründen abgesagt. Jouannest starb am 16. Mai 2018 in Ramatuelle an der Côte d’Azur, wo Gréco ein Haus besaß. Zuletzt lebte Gréco zurückgezogen und trat nicht mehr auf. Sie starb am 23. September 2020 in Ramatuelle und wurde auf dem Cimetière Montparnasse (7. Division) in Paris beigesetzt.

## Filmografie (Auswahl)
- 1949: Eine Heilige unter Sünderinnen (Au royaume des cieux)
- 1950: Orpheus
- 1951: Ohne Angabe der Adresse (…Sans laisser d’adresse)
- 1953: Und keine blieb verschont (Quand tu liras cette lettre)
- 1956: Die Herrscherin vom Libanon (La Châtelaine du Liban)
- 1956: Weiße Margeriten (Elena et les Hommes)
- 1956: Gangster, Rauschgift und Blondinen (L’Homme et l’Enfant)
- 1957: Zwischen Madrid und Paris (The Sun Also Rises)
- 1958: Bonjour Tristesse
- 1958: Die Wurzeln des Himmels (The Roots of Heaven)
- 1959: Die schwarze Lorelei (Whirlpool)
- 1960: Drama im Spiegel (Crack in the Mirror)
- 1961: Das große Wagnis (The Big Gamble)
- 1962: Das Haus der Sünde (Maléfices)
- 1965: Belphégor oder das Geheimnis des Louvre (Belphégor ou le Fantôme du Louvre) (TV-Mehrteiler)
- 1965: Onkel Toms Hütte
- 1967: Die Nacht der Generale (The Night of the Generals)
- 1975: Lily, hab mich lieb (Lily, aime-moi)
- 2002: Jedermanns Fest

## Diskografie

### Studioalben
| Jahr | Titel                                                 | Höchstplatzierung, Gesamtwochen, AuszeichnungChartplatzierungen (Jahr, Titel, Platzierungen, Wochen, Auszeichnungen, Anmerkungen) | Höchstplatzierung, Gesamtwochen, AuszeichnungChartplatzierungen (Jahr, Titel, Platzierungen, Wochen, Auszeichnungen, Anmerkungen) | Anmerkungen       |
| Jahr | Titel                                                 | FR | BEW | Anmerkungen       |
| ---- | ----------------------------------------------------- | --- | --- | ----------------- |
| 2003 | Aimez-vous les uns les autres ou bien disparaissez... | FR34 (13 Wo.)FR | — | Polydor/Universal |
| 2006 | Le Temps d’une chanson                                | FR39 (15 Wo.)FR | — | Polydor/Universal |
| 2009 | Je me souviens de tout                                | FR40 (8 Wo.)FR | BEW70 (1 Wo.)BEW |                   |
| 2012 | Ça se traverse et c’est beau                          | FR34 (6 Wo.)FR | — |                   |
| 2013 | Gréco chante Brel                                     | FR57 (5 Wo.)FR | BEW125 (5 Wo.)BEW |                   |
| 2015 | Merci                                                 | FR189 (1 Wo.)FR | BEW186 (2 Wo.)BEW |                   |

Weitere Studioalben
- 1964: Gréco chante Mac Orlan (Neuauflage 2001 Mercury/Universal)
- 1967: La Femme (Réédition 1998 Mercury/Universal)
- 1991: Juliette Gréco chante Maurice Fanon (Neuauflage 2002 Mercury/Universal)
- 1993: Vivre dans l’avenir (Réédition 2002 Universal)
- 1998: Un jour d’été et quelques nuits (Disques Meys)

### Livealben
- 1965: Juliette Gréco à la Philharmonie de Berlin (LP: Philips)
- 1966: Juliette Gréco in Deutschland (LP: Philips)
- 1992: Juliette Gréco à l’Olympia (Doppel-CD, Neuauflage 2004 Mercury/Universal)
- 1999: Juliette Gréco Odéon 1999 (Doppel-CD, Disques Meys)
- 2004: Juliette Gréco Olympia 1955 – Olympia 1966 (Mercury/Universal)
- 2004: Juliette Gréco Olympia 2004 (Doppel-CD, Polydor/Universal)

### Kompilationen
- 1990: Je suis comme je suis (Doppel-CD, Neuauflage 2002 Mercury/Universal)
- 1991: Déshabillez-moi (Doppel-CD, Neuauflage 2003 Mercury/Universal)
- 2003: L’Éternel féminin – Gesamtaufnahme in 21 CD (Mercury/Universal)

### Singles
- Accordéon
- À la belle étoile
- Ça va (Le diable)
- C’est à aimer que le temps passe
- Chanson pour l’Auvergnat
- Coin de rue
- Daphénéo
- Déshabillez-moi
- Dieu est Nègre
- Embrasse-moi
- Il y avait
- Je hais les Dimanches
- Je suis comme je suis
- La belle vie
- La Chanson de Barbara
- La Chanson de Margaret
- La fiancée du pirate
- La fourmi
- La rue
- La Rue des Blancs Manteaux
- Les cloches (& La Tzigane)
- Les croix
- Les dames de la poste
- Les enfants qui s’aiment
- Les feuilles mortes
- L’Éternel féminin
- L’ombre
- Paris Canaille
- Parlez-moi d’amour
- Romance
- Sir Jack l’éventreur
- Si tu t'imagines
- Sous le ciel de Paris

deutsche Texte (Album Abendlied):
- Die Ameise (La fourmi)
- Mein Kind, sing! (Mon fils, chante)
- Die Gammlerin (La rôdeuse)
- Lösch die Lampe aus (freie Übersetzung von Déshabillez-moi)
- Der tote Baum (Sur l’arbre mort)
- Davor hab ich Angst (J’en tremble)
- Abendlied (Et le pays s’endort)

### Videoalben
- 2004: Juliette Gréco Olympia 2004 (Polydor/Universal).

## Orden und Auszeichnungen
| Orden                         | Stufe      | Verleihung |
| ----------------------------- | ---------- | ---------- |
| Ehrenlegion                   | Ritter     | 1984       |
| Ehrenlegion                   | Offizier   | 2002       |
| Ehrenlegion                   | Kommandeur | 2012       |
| Ordre national du Mérite      | Ritter     | 1999       |
| Ordre national du Mérite      | Offizier   | 2006       |
| Ordre national du Mérite      | Komtur     | 2015       |
| Ordre des Arts et des Lettres | Ritter     | 1990       |
| Ordre des Arts et des Lettres | Offizier   |            |
| Ordre des Arts et des Lettres | Komtur     | 2016       |

- DIVA-Award – 2004